# 273
L'any 273 (CCLXXIII en nombres romans) va ser un any comú que va començar un Dimecres del calendari julià, en vigor a aquella data.
En l'imperi romà l'any va ser nomenat com el consolat de Tàcit i Placidià, o menys comú, com el 1026 Ab urbe condita, sent la seva denominació com 273 posterior, de l'edat mitjana en establir-se com el Anno Domini.

## Esdeveniments
- Reorganització administrativa d'Itàlia seguint les idees de Caracal·la.
- L'emperador romà Aurelià va destruir Palmira i va recuperar així la part oriental de l'Imperi Romà.

## Necrològiques
- Ormazd I, rei de l'Imperi Sassànida.[1]